# متلألئة إفريقية
متلألئة أفريقية (الاسم العلمي:Luzula africana) هي نوع من النباتات تتبع جنس المتلألئة من الفصيلة الأسلية. تم وصف هذا النوع من النبات علمياً لأول مرة من قبل يوهان فرانز دريج (وقبله إرنست غوتليب ستودل) سنة 1855.